# Fidon R. Mwombeki
Fidon R. Mwombeki (* 1960) ist ein tansanischer evangelischer Pfarrer, Missionar und Kirchenbunds-Manager. Am 5. April 2018 wurde er zum Generalsekretär der All Africa Conference of Churches gewählt.

## Werdegang
Nach der Erlangung seiner Hochschulreife studierte er Evangelische Theologie. Wirtschaftswissenschaft studierte er in den USA und wurde zum (MBA) graduiert. Nach Vorlage seiner Dissertation zur Missionsgeschichte wurde er vom Luther Seminary in Saint Paul (Minnesota), einer theologischen Hochschule der Evangelisch-Lutherischen Kirche in Amerika, zum Doktor der Theologie promoviert. Nach seiner Ordination zum Pfarrer hat er Gemeinden in Tansania und in Schweden  betreut. In dem kirchlichen Zusammenschluss „Vereinte Evangelische Mission“ (VEM) wurde er Referent für Mission und Evangelisation. In seiner Heimatkirche wurde er Generalsekretär der Nordwest-Diözese der Evangelisch-Lutherischen Kirche in Tansania (ELCT). Seit 2005 war Mwombeki Referent für Evangelisation bei der Vereinten Evangelischen Mission in Wuppertal. Der Vorstand der VEM wählte ihn zu ihrem Generalsekretär – ein Amt, das er von 2006 bis 2016 innehatte. Vom Januar 2016 bis Mitte 2018 leitete er die Abteilung Mission und Entwicklung des Lutherischen Weltbundes.
Er war Mitglied der Christlichen Friedenskonferenz, an deren VI. Allchristlichen Friedensversammlung er sich in Prag 1985 beteiligte.
Mwombeki sieht seinen Auftrag in enger Verbindung von Evangelisation und sozialethischer Verantwortung. Er gehörte von 2002 bis 2004 dem Vorstand des Globalen Fonds zur Bekämpfung von Aids, Tuberkulose und Malaria an. Er tritt für eine aus christlichem Glauben geprägte humane Gestaltung der Globalisierung ein. Auf einer Synodentagung der Evangelischen Kirche im Rheinland 2005 hielt er einen Beitrag über „Globalisierung aus afrikanischer Perspektive“
Seit Oktober 2009 gehört er dem Rat der Evangelischen Kirche in Deutschland (EKD) an.

## Veröffentlichungen
- Die Kirchen und der Auftrag des Staates in Afrika. Verantwortung füreinander, Rechenschaft voreinander. hrsg. von Karen L. Bloomquist, 2005